# Первичная энергия
Первичная энергия — форма энергии в природе, которая не была подвергнута процессу искусственного преобразования. Первичная энергия может быть получена из невозобновляемых или возобновляемых источников энергии.
Концепция первичной энергии используется в энергетической статистике в компиляции энергетических балансов, а также как определение в энергетике. В энергетике, источник первичной энергии (PES) относится к форме энергии, которая требуется энергетическому сектору для преобразования и совершения последующей поставки полученных энергоносителей в целях их использования человеческим обществом.

## Примеры источников
Первичные источники энергии не следует путать с энергией системы или с процессами преобразования, через которые они преобразуются во вторичные энергоносители.

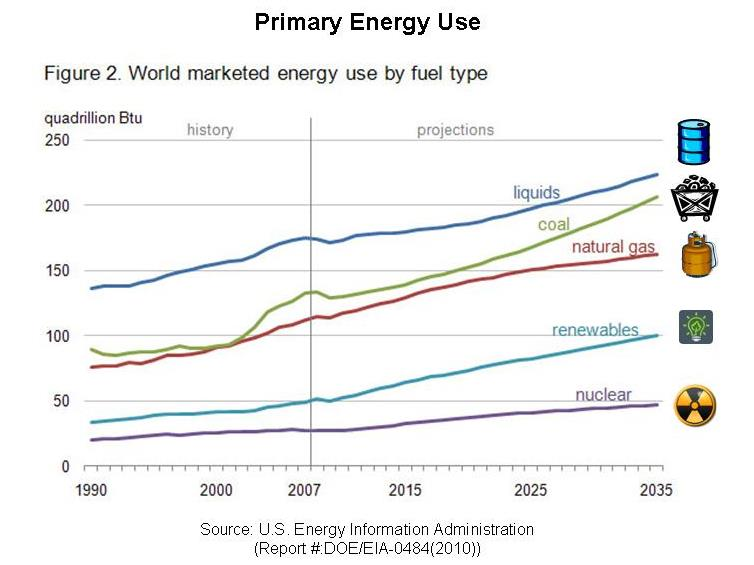
Прогноз в области использования первичной энергии

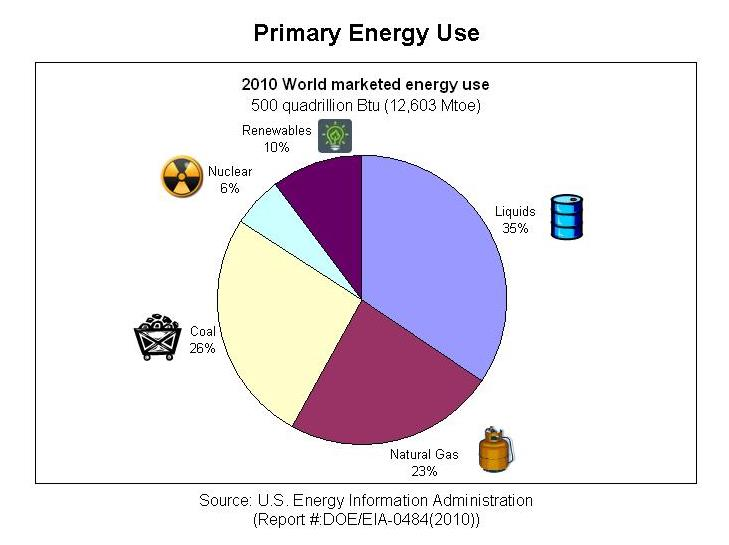
Общемировой объём первичной энергии 2010

| Источники первичной энергии | Источники первичной энергии | Источники первичной энергии                         | преобразуется в | Вторичные энергоносители (основные)              | на | Энергетические системы                                                 |
| Невозобновляемые источники  | Ископаемое топливо          | Нефть («сырая»)                                     | преобразуется в | Флотский мазут                                   | на | Нефтеперерабатывающем заводе                                           |
| Невозобновляемые источники  | Ископаемое топливо          | Каменный уголь или природный газ                    | преобразуется в | Энтальпия, механическая работа или электричество | на | Электростанции на ископаемом топливе                                   |
| Невозобновляемые источники  | Минеральное топливо         | Натуральный уран                                    | преобразуется в | Электричество                                    | на | Атомной электростанции (деление ядра)                                  |
| Возобновляемые источники    | Возобновляемые источники    | Энергия Солнца                                      | преобразуется в | Электричество                                    | на | Фотоэлектрической электростанции                                       |
| Возобновляемые источники    | Возобновляемые источники    | Энергия Солнца                                      | преобразуется в | Энтальпия                                        | на | Солнечной башне, солнечной печи (см. также Солнечная тепловая энергия) |
| Возобновляемые источники    | Возобновляемые источники    | Энергия ветра                                       | преобразуется в | Механическая работа или электричество            | на | Ветряной электростанции                                                |
| Возобновляемые источники    | Возобновляемые источники    | Падающая и текущая вода, энергия приливов и отливов | преобразуется в | Механическая работа или электричество            | на | Гидроэлектростанции, приливной электростанции, волновой электростанции |
| Возобновляемые источники    | Возобновляемые источники    | Источники биомассы                                  | преобразуется в | Энтальпия или электричество                      | на | Электростанции на биотопливе                                           |
| Возобновляемые источники    | Возобновляемые источники    | Энергия земных недр                                 | преобразуется в | Энтальпия или электричество                      | на | Геотермальной электростанции                                           |

## Переход на вторичные энергоносители
Первичные источники энергии в результате процессов преобразования переходят в более удобные формы энергии (которые могут быть непосредственно использованы обществом), такие как электричество, очищенное топливо, или синтетическое, например: водородное топливо. В области энергетики, эти формы называют вторичные энергоносители; они соответствуют понятию «вторичной энергии» в энергетической статистике.
Электроэнергия является одним из наиболее распространенных вторичных энергоносителей, превращается из различных источников первичной энергии, таких как уголь, нефть, природный газ и другие.
В соответствии с началами термодинамики, первичная энергия не может быть создана каким-либо образом.